# Asota riukiuana
Asota riukiuana är en fjärilsart som beskrevs av Rothschild 1897. Asota riukiuana ingår i släktet Asota och familjen nattflyn. Inga underarter finns listade i Catalogue of Life.